# Peltaster
Peltaster is een geslacht van zeesterren uit de familie Goniasteridae.				

## Soorten
- Peltaster cycloplax Fisher, 1913
- Peltaster micropeltus (Fisher, 1906)
- Peltaster placenta (Müller & Troschel, 1842)